# كاي فيلدر
كاي فيلدر (بالإنجليزية: Kay Felder)‏ مواليد 29 مارس 1995 في ديترويت، هو لاعب كرة سلة أمريكي. بدأ مسيرته الاحترافية في سنة 2016. تم اختياره من قبل فريق أتلانتا هوكس خلال الدرافت. يلعب مع كليفلاند كافالييرز في الرابطة الوطنية لكرة السلة كلاعب هجوم خلفي. يحمل الرقم 20. يبلغ طوله 5 قدم 9 بوصة (1.8 م).

## إحصائيات المسيرة

### الموسم الاعتيادي
| السنة   | الفريق             | لعب | بدأ | دقيقة | ميداني% | ثلاثية | حرة  | ارتداد | صنع | استلاب | تصدي | نقطة |
| ------- | ------------------ | --- | --- | ----- | ------- | ------ | ---- | ------ | --- | ------ | ---- | ---- |
| 2016–17 | كليفلاند كافالييرز | 42  | 0   | 9.2   | .392    | .318   | .714 | 1.0    | 1.4 | 0.4    | 0.2  | 4.0  |
| المسيرة | المسيرة            | 42  | 0   | 9.2   | .392    | .318   | .714 | 1.0    | 1.4 | 0.4    | 0.2  | 4.0  |

## روابط خارجية
- كاي فيلدر على موقع إن بي أي (الإنجليزية)
- كاي فيلدر على موقع سبورتس رفرنس (الإنجليزية)
- كاي فيلدر على موقع كرة السلة الأوروبية.كوم (الإنجليزية)
- كاي فيلدر على موقع DraftExpress.com (الإنجليزية)
- كاي فيلدر على موقع إي إس بي إن.كوم (الإنجليزية)
- كاي فيلدر على موقع كلية كرة السلة في سبورتس رفرنس.كوم (الإنجليزية)
- كاي فيلدر على موقع ريلجم (الإنجليزية)
- كاي فيلدر على موقع بروبوليرز (الإنجليزية)
- كاي فيلدر على موقع سبورتس رفرنس (الإنجليزية)
- كاي فيلدر على موقع سبورتس رفرنس (الإنجليزية)